# Cyrtodactylus klugei
Espèce
Cyrtodactylus klugei est une espèce de geckos de la famille des Gekkonidae.

## Répartition
Cette espèce est endémique de Vanatinai dans l'archipel des Louisiades en Papouasie-Nouvelle-Guinée.

## Étymologie
Cette espèce est nommée en l'honneur d'Arnold Girard Kluge.

## Publication originale
- Kraus, 2008 : Taxonomic partitioning of Cyrtodactylus louisiadensis (Lacertilia: Gekkonidae) from Papua New Guinea. Zootaxa, n. 1883, p. 1–27.